# Porkertova vila
Porkertova vila je rodinná vila v maurském slohu, vybudovaná v letech 1931–32 ve Skuhrově nad Bělou.

## Historie
Vila (čp. 58) je někdy také nazývána Novou vilou. Jejím investorem byl Vilém Porkert ml., jehož otec Vilém Porkert st. zakoupil v roce 1899 ve Skuhrově nad Bělou dům čp. 59, který pak v roce 1905 rozšířil do podoby vily – tato vila bývá nazývána Starou vilou. Vilém Porkert ml. se stal investorem Nové vily ve svých dvaceti šesti letech a inspiraci pro vilu s maurskými prvky získal na jedné za svých pracovních cest do Ameriky, v americkém časopise. S poptávkou na projekt pak oslovil architekta Oto Ployera (ten byl jeho příbuzným, neboť Ployerova sestra Miluše byla švagrovou Viléma Porkerta ml.). Rodina Porkertových ve vile žila až do roku 1949, kdy byl dům zestátněn. V roce 1989 získala rodina v restituci objekt zpět, aby jej v roce 2005 prodala novému majiteli z Nizozemí. V letech 2007–08 prošla vila kompletní rekonstrukcí a 23. října 2008 byla slavnostně otevřena. Při té příležitosti komentoval starosta města Vladimír Bukovský nepříznivý historický vývoj vily ve 2. polovině 20. století: "(Vila) zažila totiž několik uživatelů – továrna, naposledy Orlické strojírny tu měly kanceláře, za Elektropragy dokonce ředitelství, někdy v 60. a 70. letech tu byla obecní knihovna i lékař, v dalších prostorách byly v polovině 60. letech ubytovány Polky, které tu pracovaly, a poté, co odešly, v 80. letech sem do ubytovny přišli Vietnamci." Od roku 2008 pak byl v objektu pod názvem Villa Bělá provozován bed&breakfast. Ten již v současné době (2021) ve vile nefunguje a objekt nabídl nizozemský majitel k prodeji.

## Architektura
Dům stavěla pražská stavební společnost Hlaváček a Müller. Dům, stojící na pozemku o rozloze téměř 1,2 ha, je podsklepen, v přízemí domu se nacházejí především reprezentativní prostory, v patře a podkroví pak soukromé pokoje a ložnice. Celková užitná plocha činí 787 m2. Nápadným prvkem průčelí je široké schodiště, které propojuje krytou verandu se zahradou. Jednou ze zajímavostí je kulečníková síň se samostatným vchodem z kryté rampy pro příjezd automobilem.
| „                            | Co mě tehdy napadlo stavět tak velkou a hlavně tak honosnou vilu, jsem do smrti nepochopil. Z obchodního stanoviska bylo to správně řešení, neb velmi mnoho obchodů, jak exportních, tak tuzemských, se po pohoštění a pobytu ve vile rychle uskutečnilo. | “ |
| — Vilém Porkert ml. – Paměti | |   |